# Ritratto di Philibert Rivière
Il Ritratto di Philibert Rivière (Monsieur Philibert Rivière) è un olio su tela del 1805 circa del pittore neoclassico francese Jean-Auguste-Dominique Ingres. Fu commissionato da Philibert Rivière de L'Isle, un alto funzionario influente della corte napoleonica, assieme ai ritratti di sua moglie, Sabine, e sua figlia, Caroline.
La coppia aveva anche un figlio, Paul, che non fu ritratto. I tre ritratti, che costituirono la prima grande commissione di Ingres, furono completati quando il pittore aveva 23 anni. Ciascuno è molto diverso nei toni e nell'impostazione, però ebbero un grande successo dal punto di vista artistico e sono considerati i suoi primi capolavori. Sono conservati al museo del Louvre.

## Descrizione

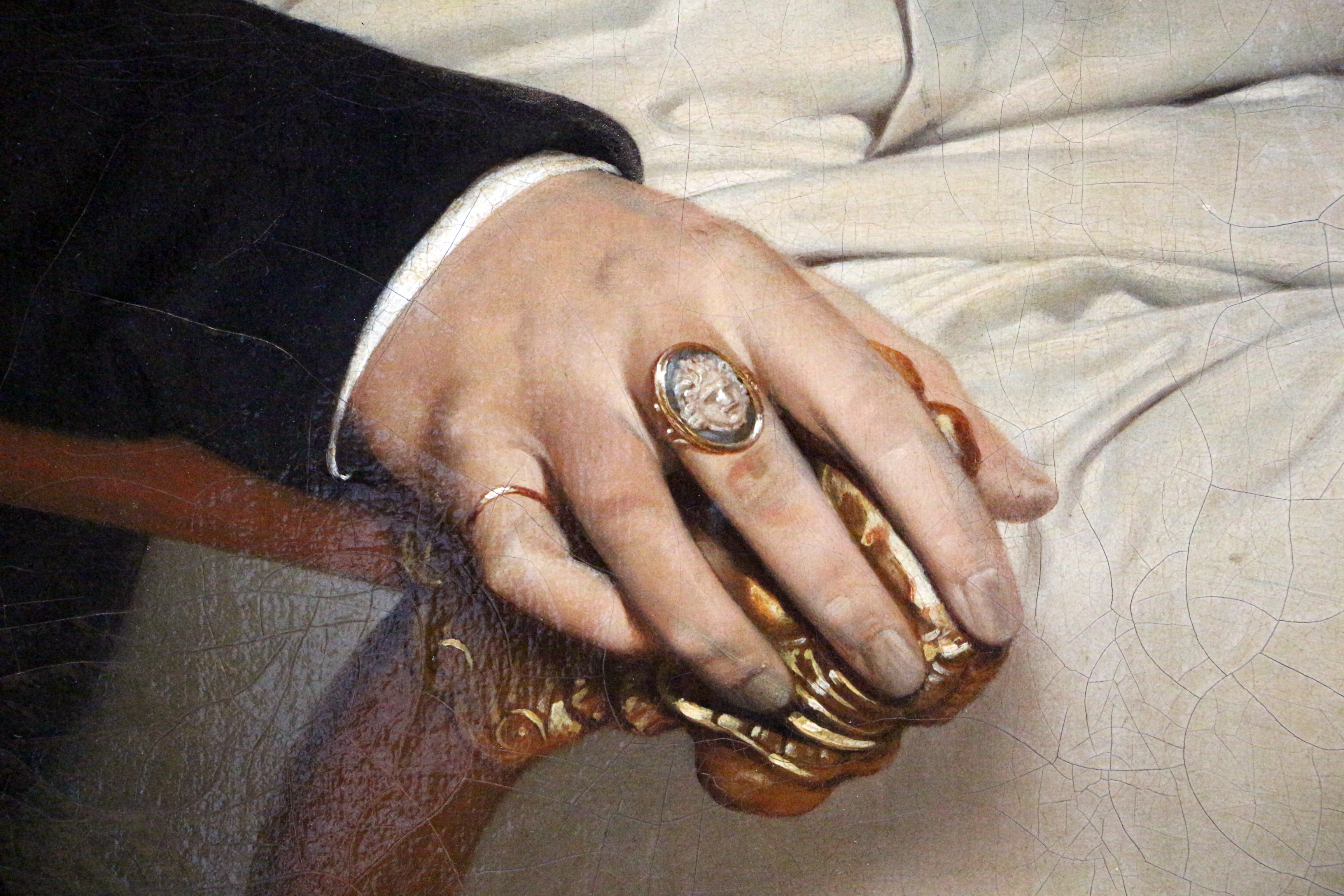
Un dettaglio della mano sinistra.

Dato che si tratta di un incarico ufficiale, il dipinto è molto diverso dai primi ritratti maschili ingresiani, per lo più raffigurazioni informali di amici. Philibert, allora quarantenne, è raffigurato in una postura ufficiale, seduto su una sedia costosa e decorata, accanto un tavolo coperto con una tela di velluto rosso, e sul quale si trovano i documenti relativi al suo ufficio. La sua mano sinistra è infilata dentro la sua giacchetta, in una posa che ricorda Napoleone. L'altra mano è poggiata sul bracciolo e porta al dito medio un anello con un cammeo di Medusa, che riflette il gusto neoclassico dell'epoca.
Il dipinto presenta influenze delle opere di Jacques-Louis David, in particolare i suoi ritratti amabili di Pierre Sériziat e Gaspar Mayer. Qui Rivière può sembrare imponente e allo stesso tempo rilassato e amichevole. Il quadro è molto piatto e limitato nello spazio. Non sono sopravvissuti bozzetti preparatori, cosa inusuale per Ingres. L'artista ha firmato e datato la tela in basso a sinistra.